# Másodfokú egyenlet

Egy másodfokú függvény grafikonja:
y = x^{2} - x - 2 = (x+1)(x-2).
Azok a pontok, ahol a grafikon az x-tengelyt metszi, az x = -1 és x = 2, az x^{2} - x - 2 = 0 másodfokú egyenlet megoldásai.

A matematikában a másodfokú egyenlet egy olyan egyenlet, amely ekvivalens algebrai átalakításokkal olyan egyenlet alakjára hozható, melynek egyik oldalán másodfokú polinom szerepel, tehát az ismeretlen (x) legmagasabb hatványa a négyzet – a másik oldalán nulla (redukált alak). A másodfokú egyenlet általános kanonikus alakja tehát:
{\displaystyle ax^{2}+bx+c=0{\mbox{ , ahol }}a\neq 0\,}
Az {\displaystyle a\,\!}, {\displaystyle b\,\!} és {\displaystyle c\,\!} betűket együtthatóknak nevezzük: {\displaystyle a\,\!} az {\displaystyle x^{2}\,\!} együtthatója, {\displaystyle b\,\!} az {\displaystyle x\,\!} együtthatója, és {\displaystyle c\,\!} a konstans együttható.

## Megoldása
A valós vagy komplex együtthatójú másodfokú egyenletnek két komplex gyöke van, amelyeket általában {\displaystyle x_{1}\,\!} és {\displaystyle x_{2}\,\!} jelöl, noha ezek akár egyezőek is lehetnek. A gyökök kiszámítására a másodfokú egyenlet megoldóképletét használjuk.
{\displaystyle x={\frac {-b\pm {\sqrt {b^{2}-4ac\ }}}{2a}}}
A másodfokú egyenlet megoldóképletében a gyökjel alatti kifejezést az egyenlet diszkriminánsának nevezzük: {\displaystyle D\ =b^{2}-4ac\,\!}.
Ha valós együtthatós az egyenlet, akkor 
- D > 0 esetén két különböző valós gyöke van,
- D = 0 esetén két egyenlő (kettős gyöke) van,
- D < 0 esetén nincs megoldása a valós számok között.

### Megoldóképlet levezetése teljes négyzetté alakítással
A másodfokú egyenlet megoldóképletét a teljes négyzetté való kiegészítéssel vezethetjük le.
{\displaystyle ax^{2}+bx+c=0\,\!}
Elosztva a másodfokú egyenletet {\displaystyle a\,\!}-val (ami megengedett, mivel {\displaystyle a\neq 0\,}).
{\displaystyle x^{2}+{\frac {b}{a}}x+{\frac {c}{a}}=0}
ami átrendezve
{\displaystyle x^{2}+{\frac {b}{a}}x=-{\frac {c}{a}}}
Az egyenletnek ebben a formájában a bal oldalt teljes négyzetté alakítjuk. Egy konstanst adunk az egyenlőség bal oldalához, amely {\displaystyle x^{2}+2xy+y^{2}\,\!} alakú teljes négyzetté egészíti ki. Mivel {\displaystyle 2xy\,\!} ebben az esetben {\displaystyle {\frac {b}{a}}x}, ezért {\displaystyle y={\frac {b}{2a}}}, így {\displaystyle {\frac {b}{2a}}} négyzetét adva mindkét oldalhoz azt kapjuk, hogy
{\displaystyle x^{2}+{\frac {b}{a}}x+{\frac {b^{2}}{4a^{2}}}=-{\frac {c}{a}}+{\frac {b^{2}}{4a^{2}}}}
A bal oldal most {\displaystyle \left(x+{\frac {b}{2a}}\right)} teljes négyzete. A jobb oldalt egyszerű törtként írhatjuk fel, a közös nevező {\displaystyle 4a^{2}\,\!}.
{\displaystyle \left(x+{\frac {b}{2a}}\right)^{2}={\frac {b^{2}-4ac}{4a^{2}}}}
Négyzetgyököt vonva mindkét oldalból
{\displaystyle \left|x+{\frac {b}{2a}}\right|={\frac {\sqrt {b^{2}-4ac\ }}{|2a|}}\Leftrightarrow }{\displaystyle x+{\frac {b}{2a}}=\pm {\frac {\sqrt {b^{2}-4ac\ }}{2a}}}
Kivonva {\displaystyle {\frac {b}{2a}}}-t mindkét oldalból megkapjuk a megoldóképletet:
{\displaystyle x=-{\frac {b}{2a}}\pm {\frac {\sqrt {b^{2}-4ac\ }}{2a}}={\frac {-b\pm {\sqrt {b^{2}-4ac\ }}}{2a}}}
Szélsőérték helye: {\displaystyle -{\frac {b}{2a}}}
Ha a diszkrimináns értéke negatív, a következőképpen kell számolni:
{\displaystyle x=-{\frac {b}{2a}}\pm {\frac {\sqrt {\left(-1\right)\left(4ac-b^{2}\right)\ }}{2a}}=-{\frac {b}{2a}}\pm i{\frac {\sqrt {4ac-b^{2}\ }}{2a}}}
A megoldás ilyenkor egy komplex konjugált gyökpár lesz.

### Alternatív módja a megoldóképlet levezetésének
Az előző levezetéssel szemben szinte törtmentesen is teljes négyzetté alakíthatunk, ha első lépésben beszorzunk {\displaystyle 4a}-val. Ekkor a következőképpen járhatunk el:
{\displaystyle {\begin{aligned}ax^{2}+bx+c&=0\\4a^{2}x^{2}+4axb+4ac&=0\\4a^{2}x^{2}+4axb+b^{2}+4ac&=b^{2}\\(2ax)^{2}+2(2ax)(b)+b^{2}+4ac&=b^{2}\\(2ax+b)^{2}+4ac&=b^{2}\\(2ax+b)^{2}&=b^{2}-4ac\\|2ax+b|&={\sqrt {b^{2}-4ac}}\\2ax+b&=\pm {\sqrt {b^{2}-4ac}}\\2ax&=-b\pm {\sqrt {b^{2}-4ac}}\\\end{aligned}}}
Végeredményül pedig ugyanúgy eljutunk a közismert képlethez:
{\displaystyle x={\frac {-b\pm {\sqrt {b^{2}-4ac}}}{2a}}}

## Viète-formulák
A Viète-formulák egyszerű összefüggések a polinomok gyökei és együtthatói között. A másodfokú egyenlet esetében a következő formájúak:
{\displaystyle x_{1}+x_{2}={\frac {-b+{\sqrt {b^{2}-4ac}}}{2a}}+{\frac {-b-{\sqrt {b^{2}-4ac}}}{2a}}={\frac {-2b+{\sqrt {b^{2}-4ac}}-{\sqrt {b^{2}-4ac}}}{2a}}={\frac {-2b}{2a}}=-{\frac {b}{a}}}
{\displaystyle x_{1}\cdot x_{2}={\frac {-b+{\sqrt {b^{2}-4ac}}}{2a}}\cdot {\frac {-b-{\sqrt {b^{2}-4ac}}}{2a}}={\frac {(-b+{\sqrt {b^{2}-4ac}})(-b-{\sqrt {b^{2}-4ac}})}{4a^{2}}}={\frac {b^{2}-(b^{2}-4ac)}{4a^{2}}}={\frac {4ac}{4a^{2}}}={\frac {c}{a}}}

## Kódok

### HTML(JavaScript)
```
<!-- Ez meg tudja oldani a komplex gyököket is. -->

<
html
>

    
<
head
>

        
<
title
>
Másodfokú egyenlet megoldó
</
title
>

    
</
head
>

    
<
body
>

        
<
form
 
id
=
'page'
 
name
=
'page'
>

            
<
div
 
style
=
"margin: 20px;"
>

                
<
h1
>
Másodfokú egyenlet megoldó
</
h1
>

                
<
p
><
input
 
name
=
'a'
 
size
=
4
>
 * x
<
sup
>
2
</
sup
>
 + 
<
input
 
name
=
'b'
 
size
=
4
>
 * x + 
<
input
 
name
=
'c'
 
size
=
4
>
 = 0
                
<
p
><
input
 
type
=
'button'
 
value
=
'Megold'
 
onclick
=
'root();'
></
p
>

                
<
hr
>

                
<
p
>
x
<
sub
>
1
</
sub
>
 = 
<
input
 
name
=
'x1'
 
size
=
16
 
readonly
>
 + 
<
input
 
name
=
'x1i'
 
size
=
16
 
readonly
>
 i
</
p
>

                
<
p
>
x
<
sub
>
2
</
sub
>
 = 
<
input
 
name
=
'x2'
 
size
=
16
 
readonly
>
 + 
<
input
 
name
=
'x2i'
 
size
=
16
 
readonly
>
 i
</
p
>

            
</
div
>

        
</
form
>

        
<
script
>

         
function
 
root
()

         
{

            
a
 
=
 
parseFloat
(
document
.
page
.
a
.
value
);

            
b
 
=
 
parseFloat
(
document
.
page
.
b
.
value
);

            
c
 
=
 
parseFloat
(
document
.
page
.
c
.
value
);

            

            
if
 
(
a
 
==
 
0
)

            
{

                
alert
(
"Az x^2 együtthatója nem lehet 0."
);

            
}

            
else

            
{

                
d
 
=
 
b
 
*
 
b
 
-
 
4
 
*
 
a
 
*
 
c
;

                

                
if
 
(
d
 
>=
 
0
)

                
{

                    
x1
 
=
 
((
-
b
+
Math
.
sqrt
(
d
))
/
2
/
a
);

                    
x2
 
=
 
((
-
b
-
Math
.
sqrt
(
d
))
/
2
/
a
);

                    
x1i
 
=
 
x2i
 
=
 
0
;

                
}

                
else

                
{

                    
x1
 
=
 
x2
 
=
 
(
-
b
/
2
/
a
);

                    
x1i
 
=
 
(
Math
.
sqrt
(
-
d
)
/
2
/
a
);

                    
x2i
 
=
 
(
-
Math
.
sqrt
(
-
d
)
/
2
/
a
);

                
}

                

                
document
.
page
.
x1
.
value
 
=
 
x1
;

                
document
.
page
.
x2
.
value
 
=
 
x2
;

                
document
.
page
.
x1i
.
value
 
=
 
x1i
;

                
document
.
page
.
x2i
.
value
 
=
 
x2i
;

            
}

         
}

        
</
script
>

    
</
body
>

</
html
>

```

### C++
```
// Ez meg tudja oldani a komplex gyököket is

#include
 
<iostream>

#include
 
<cmath>

using
 
namespace
 
std
;

int
 
main
()
 
{

  
float
 
a
,
 
b
,
 
c
,
 
x1
,
 
x2
,
 
d
,
 
realPart
,
 
imaginaryPart
;

  
cout
 
<<
 
"Enter coefficients a, b and c: "
 
<<
 
endl
;

  
cout
 
<<
 
"a="
;

  
cin
 
>>
 
a
;

  
cout
 
<<
 
"b="
;

  
cin
 
>>
 
b
;

  
cout
 
<<
 
"c="
;

  
cin
 
>>
 
c
;

  
d
 
=
 
b
 
*
 
b
 
-
 
4
 
*
 
a
 
*
 
c
;

  
if
 
(
d
 
>
 
0
)
 
{

    
x1
 
=
 
(
-
b
 
+
 
sqrt
(
d
))
 
/
 
(
2
 
*
 
a
);

    
x2
 
=
 
(
-
b
 
-
 
sqrt
(
d
))
 
/
 
(
2
 
*
 
a
);

    
cout
 
<<
 
"Roots are real and different."
 
<<
 
endl
;

    
cout
 
<<
 
"x1 = "
 
<<
 
x1
 
<<
 
endl
;

    
cout
 
<<
 
"x2 = "
 
<<
 
x2
 
<<
 
endl
;

  
}
 
else
 
if
 
(
d
 
==
 
0
)
 
{

    
cout
 
<<
 
"Roots are real and same."
 
<<
 
endl
;

    
x1
 
=
 
(
-
b
 
+
 
sqrt
(
d
))
 
/
 
(
2
 
*
 
a
);

    
cout
 
<<
 
"x1 = x2 ="
 
<<
 
x1
 
<<
 
endl
;

  
}
 
else
 
{

    
realPart
 
=
 
-
b
 
/
 
(
2
 
*
 
a
);

    
imaginaryPart
 
=
 
sqrt
(
-
d
)
 
/
 
(
2
 
*
 
a
);

    
cout
 
<<
 
"Roots are complex and different."
 
<<
 
endl
;

    
cout
 
<<
 
"x1 = "
 
<<
 
realPart
 
<<
 
"+"
 
<<
 
imaginaryPart
 
<<
 
"i"
 
<<
 
endl
;

    
cout
 
<<
 
"x2 = "
 
<<
 
realPart
 
<<
 
"-"
 
<<
 
imaginaryPart
 
<<
 
"i"
 
<<
 
endl
;

  
}

  
return
 
0
;

}

```